# Żabbar
Żabbar [ˈzɐbːɐr] (oder Ħaż-Żabbar) ist mit 15.648 Einwohnern (Stand 31. Dezember 2020) die fünftgrößte Stadt Maltas. Ursprünglich war sie ein Teil von Żejtun, aber dann bekam sie von Ferdinand von Hompesch zu Bolheim, dem letzten Großmeister des Malteserordens, der in Malta regierte, den Titel Città Hompesch verliehen.

## Ursprung des Namens
Der Name der Stadt geht vermutlich auf das maltesische Wort 'niżbor' zurück, das das Schneiden von Bäumen bezeichnet. Tatsächlich lebte eine Reihe von Familien, die auf das żbir (Baumschneiden) spezialisiert waren, im Mittelalter in der Nähe dieses Dorfes. Es gibt aber auch andere Erklärungen für den Namensursprung, darunter die, dass „Żabbar“ der Name einer wichtigen Familie in dieser Gegend war, oder, dass sich Ħaż-Żabbar von Ħas-Sabbar (dt.: Tröster-Dorf) ableitet, da Leute aus allen Teilen der Insel dieses Dorf besuchten, um bei der Schutzheiligen des Ortes, der gnädigen Gottesmutter (Madonna tal-Grazzja), um Trost zu bitten.

## Geschichte

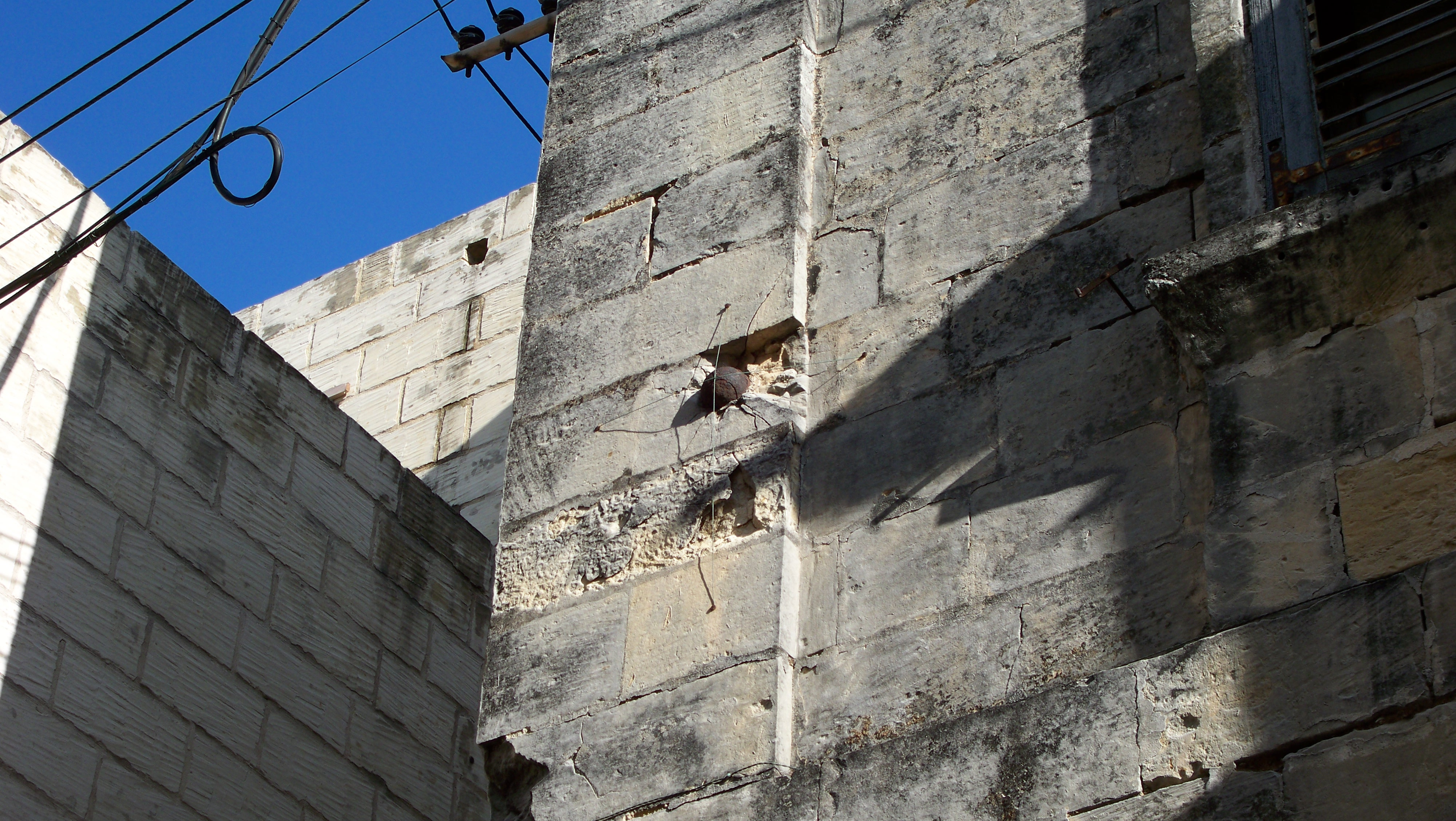
Kanonenkugel in einer Hausfassade in der Altstadt

Nach der französischen Besetzung Maltas belauerte die maltesische Bevölkerung bald ihre Herrschaft und versuchte, sie loszuwerden. Eine bekannte Schlacht fand genau vor der Kirche von Żabbar statt. Bis heute kann man in den älteren Teilen der Stadt Kanonenkugeln aus französischer Zeit in den Häuserwänden stecken sehen und einige, die aus der Kuppel der alten Kirche geholt wurden, kann man auch im Kirchenmuseum bewundern.
Während der britischen Besetzungszeit wurden einige Forts und Befestigungen in dieser Gegend gebaut, z. B. Fort San Rocco, Fort St Leonardo, Delle Grazie Battery und Żonqor Battery.
Fort San Rocco wurde 1873 bis 1875 erbaut. Später wurde es erweitert und mit drei Kanonen ausgestattet. Auch Fort St Leonardo erhielt zunächst sechs, später zwei Kanonen. Diese beiden Forts überwachten die nahegelegenen Seegebiete. Die beiden Befestigungen beschützten zusammen mit der Rinella Battery mit ihrer bekannten 100-Tonnen-Armstrong-Kanone auch die Gegend.

## Neuere Geschichte
Am 14. Oktober 1975 kam die bisher letzte der großen „Gnaden“ über Żabbar, als eine Avro Vulcan, ein Militärflugzeug der No. 9 Squadron, über der Stadt explodierte und viele Teile in eine Schule und ein Flügel, gefüllt mit Flugbenzin, in die Sanctuary Street, die Hauptstraße, fiel. Glücklicherweise hatten die Kinder gerade Mittagspause und keines war in der Schule (zu dieser Zeit verbrachten die Schüler ihre Mittagspause noch zu Hause und kamen nachmittags in die Schule zurück). Der ganze Unfall, der aufgrund der furchtbaren Explosion auch andere Teile der Stadt in Mitleidenschaft zog, forderte nur ein Todesopfer, das von einem Stromkabel getroffen wurde, das der abgestürzte Flugzeugflügel herunterriss. Viele Wrackteile können im Museum der Stadt besichtigt werden.

## Kultur
Die Stadt ist wie die ganze Insel katholisch geprägt. Besonders wird „Unsere Liebe Frau der Gnaden“ verehrt, der auch die Kirche Our Lady of Graces gewidmet ist. Eine große Zahl von Gemälden und anderen Kunstwerken kann man im Kirchenmuseum der Stadt sehen. Die meisten sind mit den Buchstaben VFGA versehen, der Abkürzung von Votum fecit, gratiam accepit, was bedeutet, dass man um Gnade gebetet und sie durch die Fürsprache der Madonna tal-Grazzija empfangen hat. Diese Votivgemälde – Ex-Votos genannt – sind eine der größten Sammlungen von Bildern von Schifffahrtsszenen und lassen viele Details der Schiffe aus der Zeit der Malteserritter erkennen. Das Gemälde von Mattia Preti im Museum der Stadt ist besonders prachtvoll und von unschätzbarem Wert.
Żabbar ist auch berühmt für sein Stadtfest am ersten Sonntag nach dem 8. September (Mariä Geburt), zu dem auch eine Fahrrad- und Motorradwallfahrt zählt, die in Rabat bzw. Mosta beginnt. Dies liegt daran, dass Our Lady of Graces die Patronin der Zweiradfahrer ist. Einen erbitterten Wettbewerb gibt es zwischen den beiden Band Clubs der Stadt, der Società Filarmonica Maria Mater Gratiæ (den Blauen) und der Għaqda Madonna Tal-Grazzja Banda San Mikiel (den Grünen).

## Sport
Der wichtigste Fußballverein von Żabbar ist der FC Żabbar St. Patrick.

## Persönlichkeiten
Zu den bekannten Persönlichkeiten von Żabbar zählen Agatha Barbara, die frühere Staatspräsidentin, und Frans Chetcuti vom Erziehungsministerium.

## Bevölkerungsentwicklung
Wegen der ständig wachsenden Bevölkerungszahlen (die sich in den letzten beiden Jahrzehnten verdoppelt haben) wurde eine neue Kirchengemeinde, St. Andrews, in Żabbar gegründet. Sogar der Vorort Xgħajra, der vor 30 Jahren nur 150 Einwohner hatte, ist nun auf fast 1000 Bewohner angewachsen. Daher wurde er von Żabbar abgetrennt und zu einer eigenen Gemeinde gemacht. Auch Marsaskala oder Wied il-Għajn, heute eine geschäftige Hafenstadt im Süden von Żabbar, war einst ein Fischerdorf und Teil von Żabbar. 